# Beatrice Massman
Beatrice C. „Bea“ Massman (* 24. April 1912; † 3. Oktober 1992 in Buffalo) war eine US-amerikanische Badmintonspielerin. 

## Karriere
Bea Massman gewann 1952 die offen ausgetragenen US-Meisterschaften im Damendoppel mit Ethel Marshall. Nach einer Pause von vier Jahren konnte die Paarung Marshall/Massman den US-Open-Titel im Damendoppel erneut erkämpfen. Mit dem Finalsieg im Uber Cup 1957 gegen Dänemark wurde Massman Weltmeisterin mit dem US-amerikanischen Damenteam.

## Sportliche Erfolge
| Saison | Veranstaltung | Disziplin   | Platz | Name                               |
| ------ | ------------- | ----------- | ----- | ---------------------------------- |
| 1951   | US Open       | Damendoppel | 2     | Eleanor Gibson / Beatrice Massmann |
| 1952   | US Open       | Damendoppel | 1     | Ethel Marshall / Beatrice Massman  |
| 1956   | US Open       | Damendoppel | 1     | Ethel Marshall / Beatrice Massman  |
| 1957   | Uber Cup      | Damenteam   | 1     | USA                                |